# Kvarteret Randers

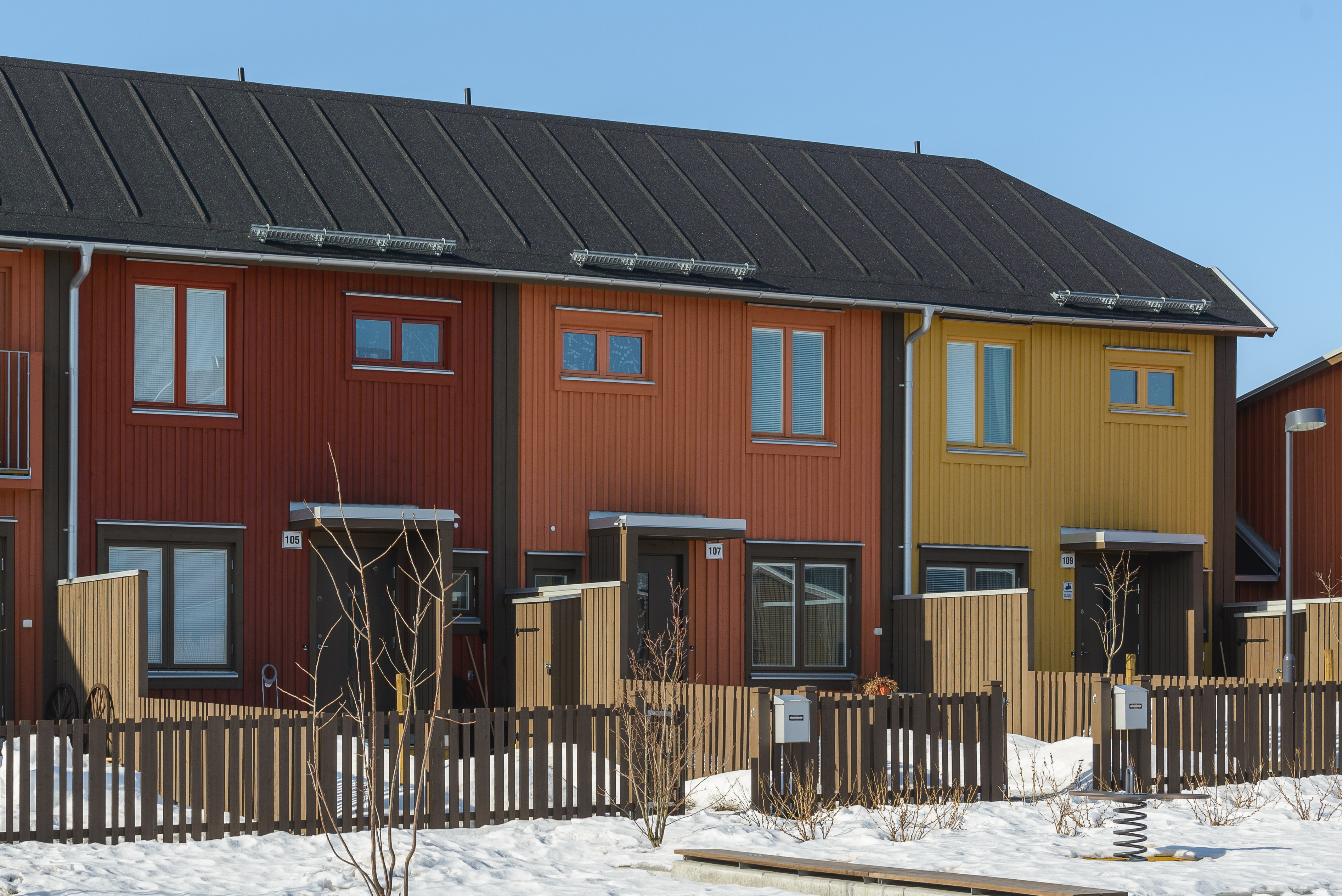
Radhus vid Randersgatan, mars 2013.

Kvarteret Randers är ett område med 71 radhus vid Randersgatan i Kista, norra Stockholm.  Området uppfördes mellan 1977 och 1979 för Svenska Bostäder. Efter en genomgripande upprustning med början 2011 nominerades området till Årets Stockholmsbyggnad 2013. 
Områdets bebyggelsen var sliten och i det närmaste oförändrad sedan den uppfördes. Bostäderna består av alltifrån två till fem rum. Fastighetsägaren Svenska Bostäder anlitade Brunnberg & Forshed arkitektkontor att tillsammans med de boende formulera programmet för en större upprustning. Projektet inleddes med en workshop, där de boende kunde presentera och diskutera sina önskemål. Samarbetet resulterade i bland annat att husen kompletterades med franska balkonger, större fönster och nya skärmtak. Ett av förslagen innebar att de gamla förrådslängorna skulle rivas och ersätts med nya förråd i anslutning till husen vilket gav de boende en mer privat förgård med en egen uteplats.
Alla förslag baserade sig på en kulturhistorisk inventering för att områdets huvudsakliga värden inte skulle gå förlorade. Inventeringen utfördes av Svenska Bostäder, i samarbete med antikvarie, arkitekter och landskapsarkitekter. Utöver nytillskott genomfördes även en omfattande renovering, alternativt byta av samtliga ytskikt både ut- och invändigt samt en upprustning av utemiljöerna inklusive lekplatserna. Dessutom byttes fönster, dörrar och skärmtak. Fasaderna består av träpanel och kulörer hämtades ur en klassisk färgskala för slamfärger med en variation från ockragult till djuprött.

## Bilder

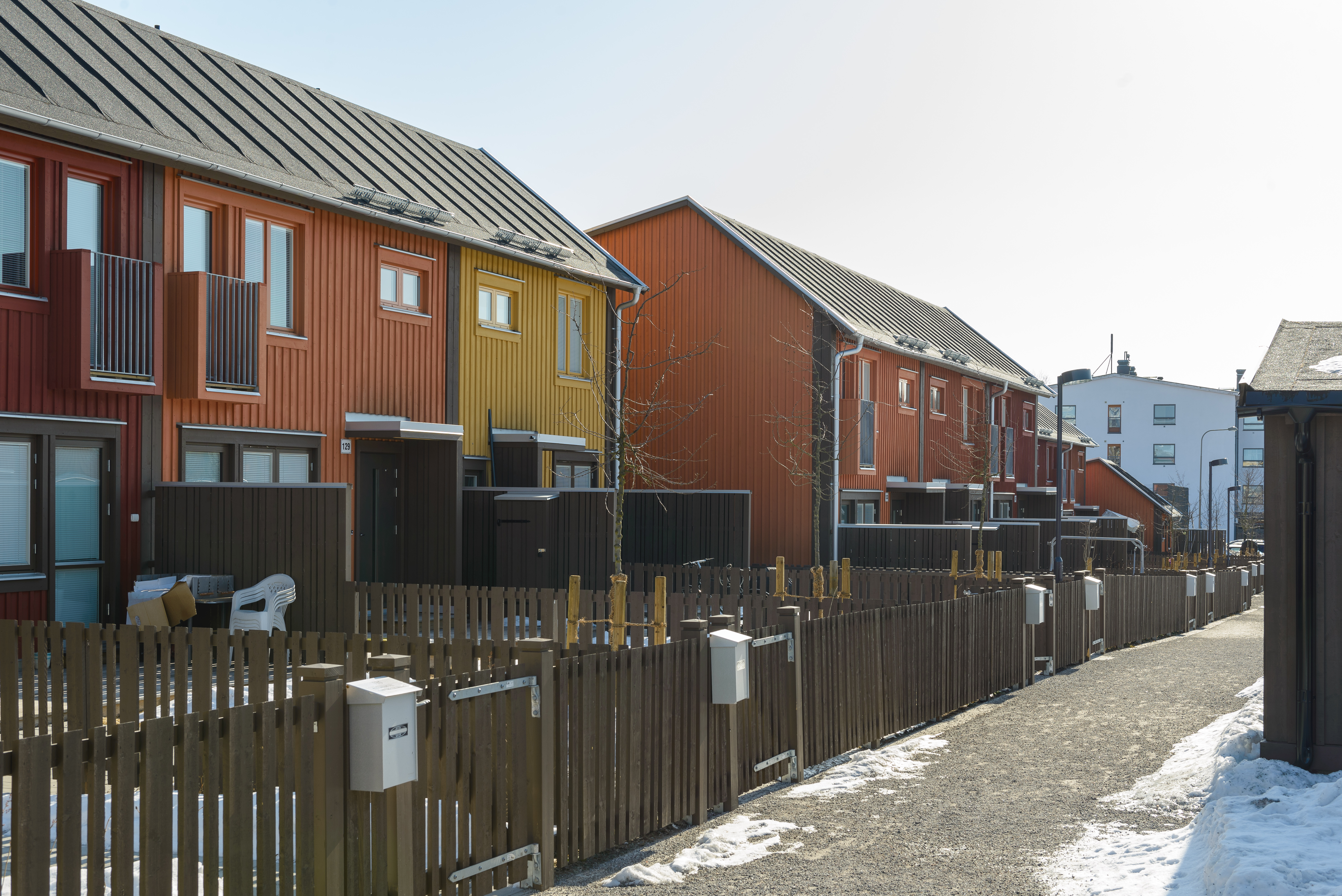
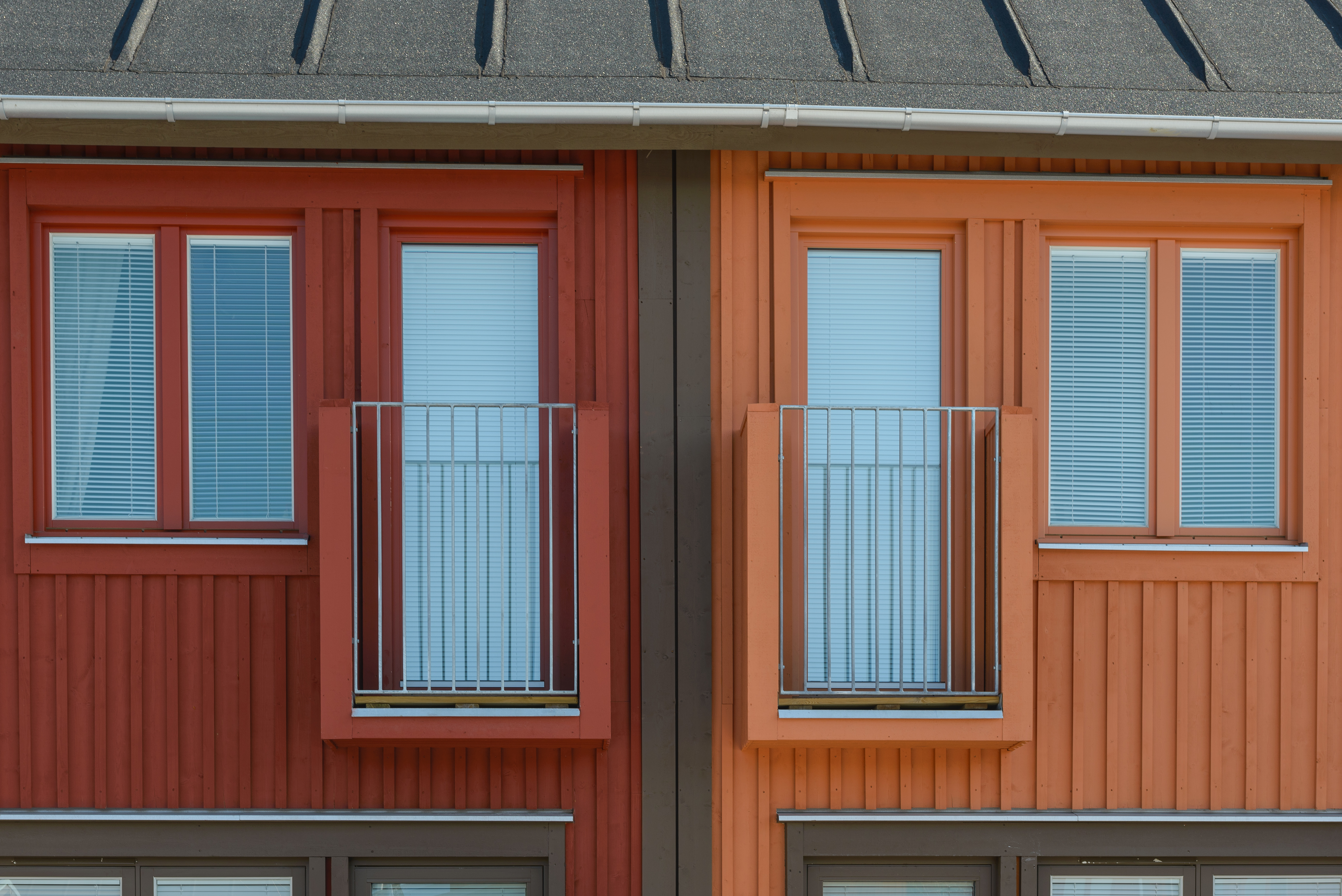
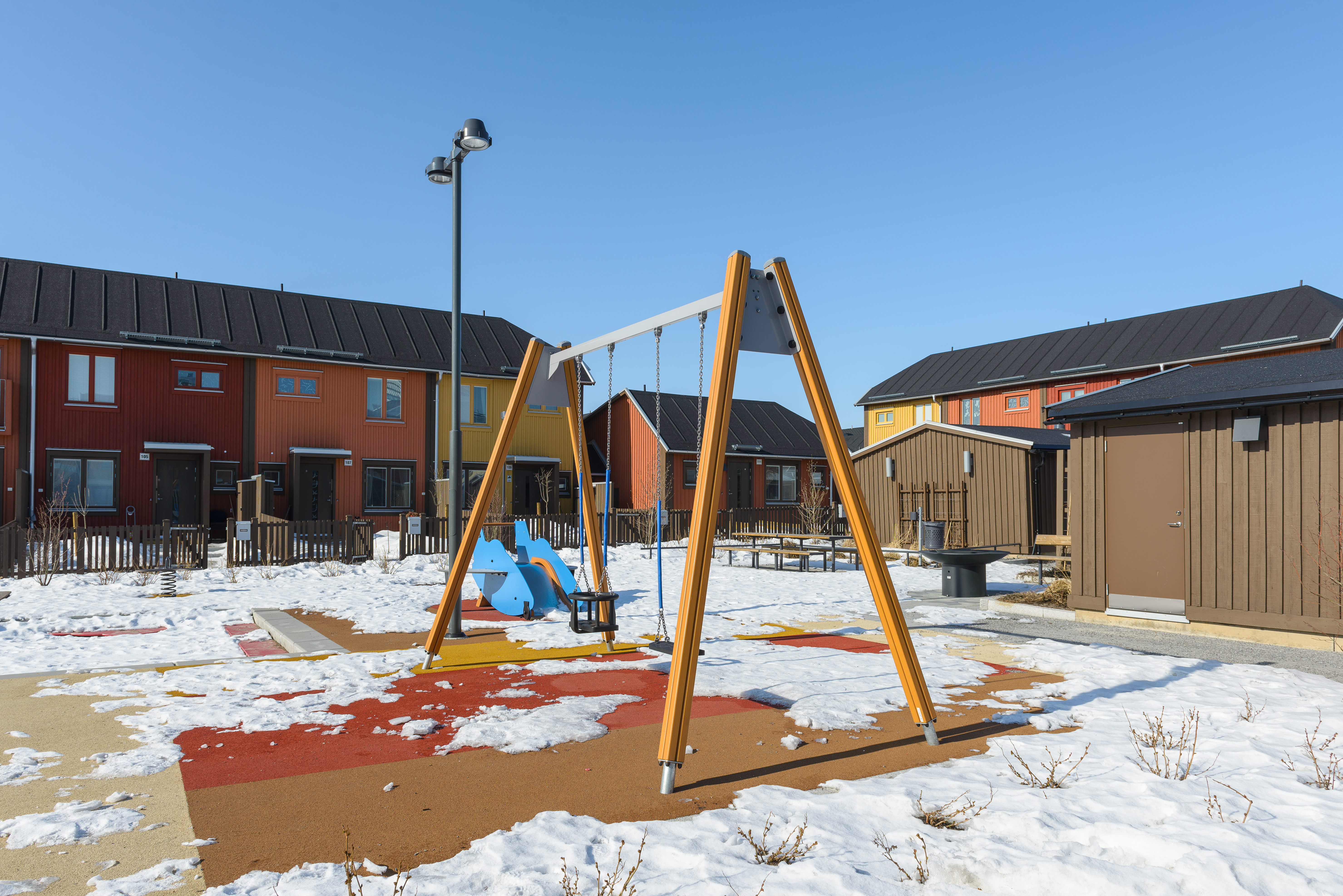
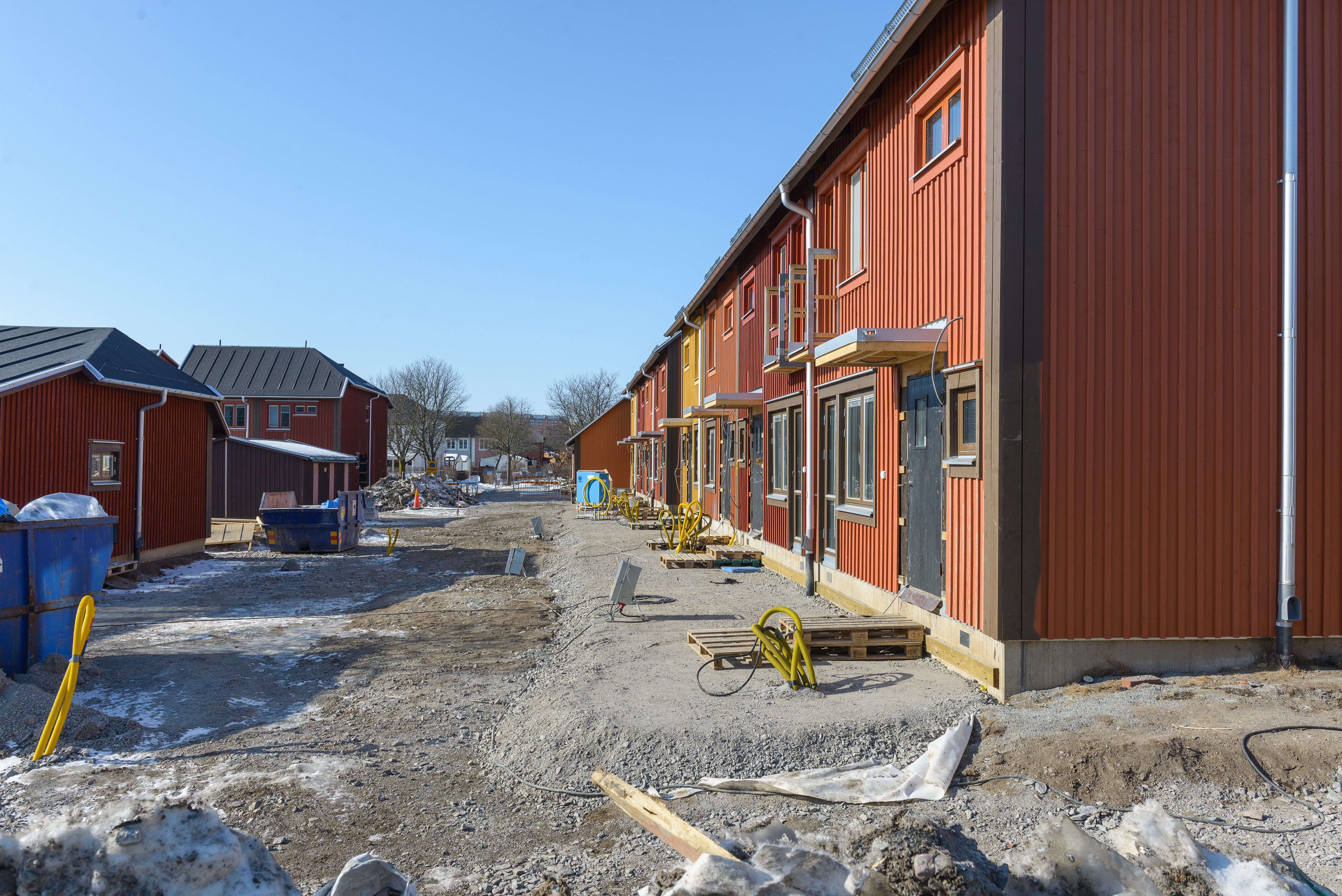